# Georg Engel
Georg Julius Leopold Engel, född 29 oktober 1866 i Greifswald, död 19 oktober 1931 i Berlin, var en tysk-judisk författare och dramatiker. 
Engel framträdde först som realistisk hembygdsskildrare med Das Hungerdorf (1893). Sin största spridning fick han med romanerna Hann Klüth der Philosoph (1905, flera senare upplagor) och Der Reiter auf dem Regenbogen (1908).
Han var verksam under pseudonymen Johannes Jörgensen